# Salétromossav
A salétromossav (HONO vagy HNO2) a nitrogén egyik oxosava, savanhidridje a dinitrogén-trioxid (N2O3). Színtelen, szúrós szagú folyadék, egyértékű, középerős sav. Tiszta állapotban még nem állították elő, de híg vizes oldatban és alacsony hőmérsékleten jól ismert és fontos reagens.

## Kémiai tulajdonságai
A salétromossav bomlékony vegyület. A bomlás melegítés hatására is végbemegy, de akár homok vagy üvegszilánk is kiválthatja. A bomlás termékei a salétromsav, a víz és a nitrogén-monoxid.
{\displaystyle \mathrm {3\ HNO_{2}\rightarrow HNO_{3}+2\ NO+H_{2}O} }
A képződő nitrogén-monoxid reakcióba lép a levegő oxigénjével, és vörösbarna színű nitrogén-dioxiddá oxidálódik. A képződő nitrogén-dioxid miatt viselkedhet különösen a töményebb salétromossav oxidálószerként.
Köztes oxidációs állapotú vegyület, ezért oxidáló és redukáló hatású is lehet. Enyhe oxidálószer, a jodidiont jóddá oxidálja. A reakciója hidrogén-jodiddal a következő:
{\displaystyle \mathrm {2\ HI+HNO_{2}\rightarrow I_{2}+2\ HNO_{3}+2\ NO} }
A kén-hidrogént kénné oxidálja, ammóniával reagálva nitrogénné alakul.
{\displaystyle \mathrm {HNO_{2}+3\ H_{2}S\rightarrow 3\ S+NH_{3}+2\ H_{2}O} }
{\displaystyle \mathrm {NH_{3}+HNO_{2}\rightarrow N_{2}+2\ H_{2}O} }
Viselkedhet redukálószerként is, ekkor salétromsavvá oxidálódik. A kálium-permanganátot például redukálja. Az aromás aminokat diazóniumsókká alakítja, ezért szerves festékek előállítására használják.

### Sóképzés
Egyértékű savként viselkedik.
{\displaystyle \mathrm {HNO_{2}+H_{2}O\rightarrow NO_{2}^{-}+H_{3}O^{+}} }
A salétromossav sói a nitritek, ezek NO−2 (nitrit) aniont tartalmaznak, általában vízben oldhatóak. A természetben gyakoriak, legnagyobb jelentősége a tartósítószerként használatos nátrium-nitritnek (NaNO2) van. Vizes oldatuk többnyire lúgos kémhatású, mert a nitrition protont képes felvenni a vízmolekuláktól. 
{\displaystyle \mathrm {NO_{2}^{-}+H_{2}O\rightarrow HNO_{2}+OH^{-}} }
A nitritek mérgező hatásúak, mert a vér hemoglobinját methemoglobinná alakítják.

## Előállítása
A dinitrogén-trioxid vízben oldva salétromossavat ad, de mivel a savanhidrid is igen ritka (már -10 °C felett bomlik), ezért a salétromossav legkönnyebben a sójából (például nátrium-nitritből) szabadítható fel, kénsavval.

## Előfordulása
A salétromossav a természetben kis mennyiségben fordul elő, sói viszont nagymértékben megtalálhatóak.

## Felhasználása
A salétromossavat a szerves vegyiparban alkalmazzák az azofestékek gyártásakor. A reakcióját kálium-permanganáttal az analitikai kémiában használják térfogatos elemzésekre.